# Sloveniens Nationalforsamling
Sloveniens Nationalforsamling (Slovensk: Državni zbor Republike Slovenije) er underhuset i Sloveniens parlament. 
Det har 90 medlemmer, valgt for en periode på fire år. 88 af medlemmerne vælges ved hjælp af partilistens system for proportional repræsentation, og de resterende to medlemmer vælges, ved hjælp af Borda-optælling, af de ungarske og italienske etniske minoriteter, der har et absolut veto i spørgsmål vedrørende deres etniske grupper. 
I øjeblikket er den 8. Nationalforsamling i session.